# Rejon smoleński
Rejon smoleński (ros. Смоленский район) – jednostka administracyjna w Rosji, w obwodzie smoleńskim.
Centrum administracyjnym rejonu jest Smoleńsk, który jednak, stanowiąc okręg miejski obwodu, w jego skład nie wchodzi.

## Geografia
Powierzchnia rejonu wynosi 2894,98 km².

## Demografia
W 2018 roku osiedle wiejskie zamieszkiwało 59 450 mieszkańców.

## Podział administracyjny
W skład rejonu wchodzi 19 osiedli wiejskich: Chochłowskoje, Diwasowskoje, Gniozdowskoje, Kasplanskoje, Katynskoje, Korochotkinskoje, Koszczinskoje, Kozinskoje, Łoinskoje, Michnowskoje, Nowosielskoje, Pieczerskoje, Pionierskoje, Prigorskoje, Smietaninskoje, Stabienskoje, Tałaszkinskoje, Wiazginskoje, Wołokowskoje.